# Łukasz Krawczuk
Łukasz Krawczuk (* 15. Juni 1989 in Kłodzko) ist ein polnischer Sprinter, der sich auf den 400-Meter-Lauf spezialisiert hat und insbesondere mit der polnischen 4-mal-400-Meter-Staffel Erfolge feiert.

## Sportliche Laufbahn
Erste internationale Erfahrungen sammelte Łukasz Krawczuk im Jahr 2009, als er bei den U23-Europameisterschaften in Kaunas mit der polnischen 4-mal-400-Meter-Staffel im Vorlauf zum Einsatz kam und daher auch die Goldmedaille zugesprochen bekam. 2011 nahm er mit der Staffel an den Halleneuropameisterschaften in Paris teil und belegte dort in 3:09,31 min den vierten Platz. Im Sommer nahm er bei den U23-Europameisterschaften in Ostrava im 400-Meter-Lauf teil, schied dort aber mit 47,26 s in der ersten Runde aus und gewann mit der Staffel in 3:03,62 min die Silbermedaille hinter dem Team aus dem Vereinigten Königreich. Im Jahr darauf nahm er mit der Staffel an den Hallenweltmeisterschaften in Istanbul teil und erreichte dort in 3:11,86 min Rang sechs. 2013 nahm er erstmals an den Weltmeisterschaften im Freien in Moskau teil, verpasste dort mit der Staffel mit 3:01,73 min den Finaleinzug. 2014 kam er bei den Hallenweltmeisterschaften im heimischen Sopot in der Staffel zum Einsatz und verhalf dieser zum Finaleinzug. Anschließend schied er bei den World Relays auf den Bahamas mit der Staffel mit 3:05,16 min im Vorlauf aus. Im August erreichte er bei den Europameisterschaften in Zürich im Einzelbewerb über 400 Meter das Halbfinale und schied dort mit 46,24 s aus. Zudem gewann er in der Staffel gemeinsam mit Rafał Omelko, Kacper Kozłowski und Jakub Krzewina in 2:59,85 min die Silbermedaille hinter dem Vereinigten Königreich, nachdem die russische Mannschaft wegen eines Dopingverstoßes disqualifiziert worden war.
2015 gelangte er bei den Halleneuropameisterschaften in Prag über 400 Meter bis in das Finale und belegte dort in 46,31 s Rang vier und gewann in der 4-mal-400-Meter-Staffel gemeinsam mit Rafał Omelko, Jakub Krzewina und Karol Zalewski in neuem Hallenrekord von 3:02,97 min die Silbermedaille hinter dem Team aus Belgien. Anschließend wurde er bei den World Relays in 9:24,07 min Vierter in der Distanzstaffel und schied mit der 4-mal-400-Meter-Staffel mit 3:05,13 min im Vorlauf aus. Daraufhin nahm er mit der Staffel an den Weltmeisterschaften in Peking teil, bei denen er mit 3:00,72 min aber nicht bis in das Finale gelangte. Anschließend erreichte er bei den Militärweltspielen im südkoreanischen Mungyeong über 400 Meter das Halbfinale, in dem er mit 47,33 s ausschied, während er mit der Staffel in 3:04,25 min Rang vier erreichte. Im Jahr darauf gelangte er bei den Europameisterschaften in Amsterdam über 400 Meter bis in das Halbfinale und schied dort mit 45,86 s aus und gewann in der 4-mal-400-Meter-Staffel, bestehend aus Krawczuk, Kozłowski Krzewina und Omelko in 3:01,18 min die Silbermedaille hinter Belgien. Damit qualifizierte sich die Staffel auch für die Olympischen Spiele in Rio de Janeiro, bei denen sie in 3:00,50 min im Finale auf Rang sieben gelangte. 2017 siegte er bei den Leichtathletik-Halleneuropameisterschaften 2017 in Belgrad gemeinsam mit Kozłowski, Przemysław Waściński und Rafał Omelko in 3:06,99 min und belegte anschließend bei den World Relays in 3:07,89 min Rang drei im B-Finale. mit der Staffel nahm er im Sommer an den Weltmeisterschaften in London teil und klassierte sich dort mit 3:01,59 min im Finale auf dem siebten Platz.
2018 siegte er bei den Hallenweltmeisterschaften in Birmingham in neuer Weltrekordzeit von 3:01,77 min gemeinsam mit Omelko, Zalewski und Krzewina vor den favorisierten Teams aus den Vereinigten Staaten und Belgien. Über 400 Meter nahm er im Sommer an den Europameisterschaften in Berlin teil und schied dort mit 45,78 s im Halbfinale aus und wurde in der 4-mal-400-Meter-Staffel in 3:02,27 min Fünfter. Im Jahr darauf belegte er bei den Militärweltspielen in Wuhan in 47,18 s den sechsten Platz über 400 Meter und gewann mit der Staffel in 3:06,36 min die Silbermedaille hinter dem Team aus Bahrain.
2015 wurde Krawczuk polnischer Meister im 400-Meter-Lauf im Freien sowie 2016 in der Halle. In der 4-mal-400-Meter-Staffel siegte er zwischen 2010 und 2016 sowie 2019 im Freien sowie 2014 auch in der Halle.

## Persönliche Bestzeiten
- 400 Meter: 45,65 s, 30. Juli 2014 in Stettin
  - 400 Meter (Halle): 46,26 s, 12. Februar 2016 in Toruń